# 马克·科维尔
马克·科维尔（英語：Mark Covell，1968年11月7日—），英国男子帆船运动员。他曾代表英国参加2000年夏季奥林匹克运动会帆船比赛，联同伊恩·沃克获得一枚银牌。